# شادية (ممثلة إماراتية)
شادية، ممثلة ومذيعة إماراتية.

## عنها
بدأت بالتمثيل في المسلسلات التلفزيونية من خلال مسلسل شمس القوايل. وعلى الرغم من نجاحها بتقديم شخصية مزون بآخر أعمالها التمثيلية بنات آدم ابتعدت عن التمثيل بهدوء، لكنها واصلت العمل الفني كمذيعة.

### تقديم البرامج
في عام 2006 شاركت بتنفيذ المقالب ببرنامج «حقك علينا»، كما شاركت بعام 2014 بتقديم برنامج تلفزيوني على قناة الظفرة، حمل اسم «الرمل الأخضر».

## أعمالها

### من أعمال التلفزيون
- 2003: شمس القوايل.
- 2005: أمواج هادئة.
- 2005: حاير طاير 4.
- 2006: القناص.
- 2007: أزهار مريم.
- 2007: نعم ولا.
- 2009: الساكنات في قلوبنا.
- 2010: طماشة - الجزء الثاني.
- 2010: بنات آدم.